# Asaa Kirke
Asaa kirke eller Sankt Johannes Kirke er opført 1886-1887 i rundbuestil af røde mursten efter tegning af arkitekt Frits Uldall. Kirken blev indviet 9. oktober 1887.